# Ejido la Esperanza
Ejido la Esperanza är en ort i Mexiko.   Den ligger i kommunen Culiacán och delstaten Sinaloa, i den västra delen av landet, 1 000 km nordväst om huvudstaden Mexico City. Ejido la Esperanza ligger 11 meter över havet och antalet invånare är 235.
Terrängen runt Ejido la Esperanza är platt. Runt Ejido la Esperanza är det ganska tätbefolkat, med 155 invånare per kvadratkilometer. Närmaste större samhälle är El Rosario, 3,4 km öster om Ejido la Esperanza. Trakten runt Ejido la Esperanza består till största delen av jordbruksmark.